# Kainach bei Voitsberg
Kainach bei Voitsberg ist eine Gemeinde mit 1555 Einwohnern (Stand 1. Jänner 2024) im Gerichtsbezirk bzw. Bezirk Voitsberg in der Steiermark. Am 1. Jänner 2015 wurden im Zuge der Gemeindestrukturreform in der Steiermark die Gemeinden Gallmannsegg und Kohlschwarz eingemeindet.

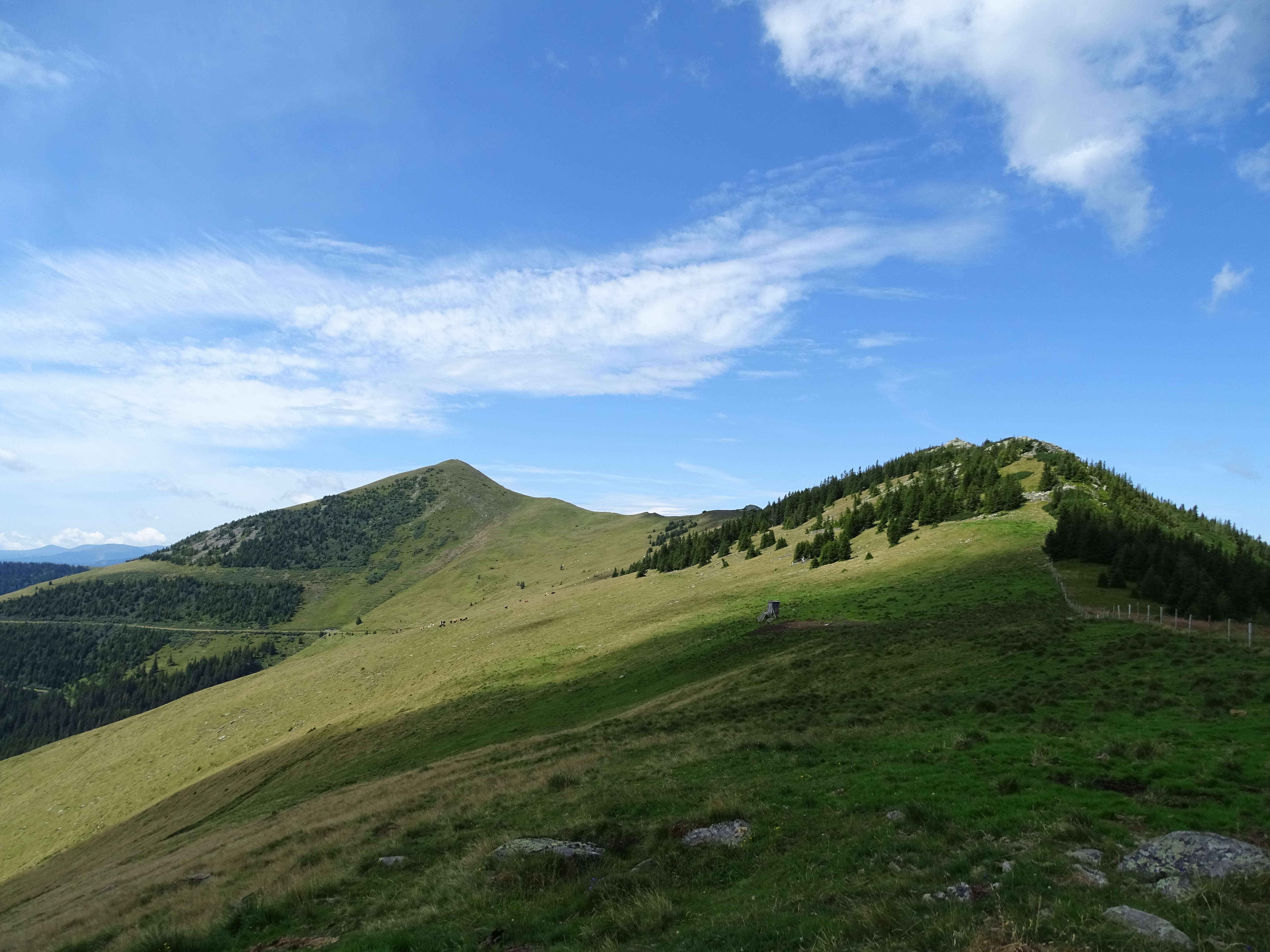
Die nördliche Grenze des Gemeindegebietes, der Roßbachkogel,

## Geografie
Die Gemeinde Kainach bei Voitsberg liegt westlich von Graz, nördlich von Voitsberg im oberen Tal der Kainach. Der tiefste Punkt im Süden liegt rund 500 Meter über dem Meer. Von dort steigt das Land nach Osten und Westen bewaldet bis 1000 Meter, im Norden auf Almen bis 1800 Meter an. Mehr als drei Viertel der Gemeindefläche von achtzig Quadratkilometer sind bewaldet, sechzehn Prozent werden landwirtschaftlich genutzt, fünf Prozent sind Almen.

### Gemeindegliederung
Das Gemeindegebiet umfasst folgende sieben Ortschaften (Einwohner Stand 1. Jänner 2024):
- Breitenbach (92)
- Gallmannsegg (182)
- Hadergasse (85)
- Hemmerberg (425)
- Kainach bei Voitsberg (436)
- Kohlschwarz (242)
- Oswaldgraben (93)

Die Gemeinde besteht aus vier Katastralgemeinden (Fläche Stand 31. Dezember 2023):
- Gallmannsegg (3.287,11 ha)
- Kainach (1.485,3 ha)
- Kohlschwarz (1.593,55 ha)
- Oswaldgraben (1.958,88 ha)

### Nachbargemeinden
| Sankt Margarethen bei Knittelfeld (MT) |                                             | Übelbach (GU)        |
| Maria Lankowitz                        | Kompassrose, die auf Nachbargemeinden zeigt | Geistthal-Södingberg |
| Köflach                                | Bärnbach                                    |                      |

## Geschichte
Funde im Oswaldgraben zeigen, dass die Römer schon 150 vor Christus hier einen Steinbruch betrieben haben.
Das früheste Schriftzeugnis von Kainach entstand um 1075 und lautet „Cheinahc“. Der Name geht auf altslawisch choja (Nadelbaum) zurück. Im Jahr 1138 wird ein Gumhold von Kainach erwähnt.
Aufzeichnungen im Babenberger Urbar von 1240 und im Urbar von St. Lambrecht  von 1392 zeigen, dass die bajuwarische Besiedlung bereits um 1200 abgeschlossen war. Die heute noch bestehenden Anwesen vlg. Weißmann, vlg. Schitting und vlg. Winckler im Dorf Kainach werden in diesen Urbaren genannt. Im Jahr 1392 wird auch bereits der Pfarrhof erwähnt.
Grundherren waren das Stift St. Lambrecht und die Familie der Greienegger. Nach verschiedenen Besitzerwechsel hatten auch die Babenberger Besitzungen in Kainach.
Die erste Aufzeichnung der Burg Hauenstein (Hanstein) stammt aus dem Jahr 1222, als sie im Besitz des Wulfing von Hanau war. Im Jahr 1376 ging sie in den Besitz von Herzog Albrecht über, der sie der Familie zwei Jahre später wieder als Lehen übergab. In der Folge gab es mehrere Wechsel der Besitzer. Nach einem Feuer am Ende des 16. Jahrhunderts wurde die Burg aufgegeben. Die Ruine befindet sich wie die umliegenden Wälder im Besitz der Österreichischen Bundesforste.
Im ersten erhaltenen Taufbuch der Pfarre findet sich im Jahr 1630 die Taufe eines Kindes des „ludi magistri“, eines Lehrers. Das bedeutet, dass es zu diesem Zeitpunkt bereits eine Schule gab.
Nachdem es seit Mitte des 20. Jahrhunderts eine Verwaltungsgemeinschaft gegeben hatte, wurden die drei Gemeinden Gallmannsegg, Kainach und Kohlschwarz im Jahr 2015 vereint.

### Bevölkerungsentwicklung

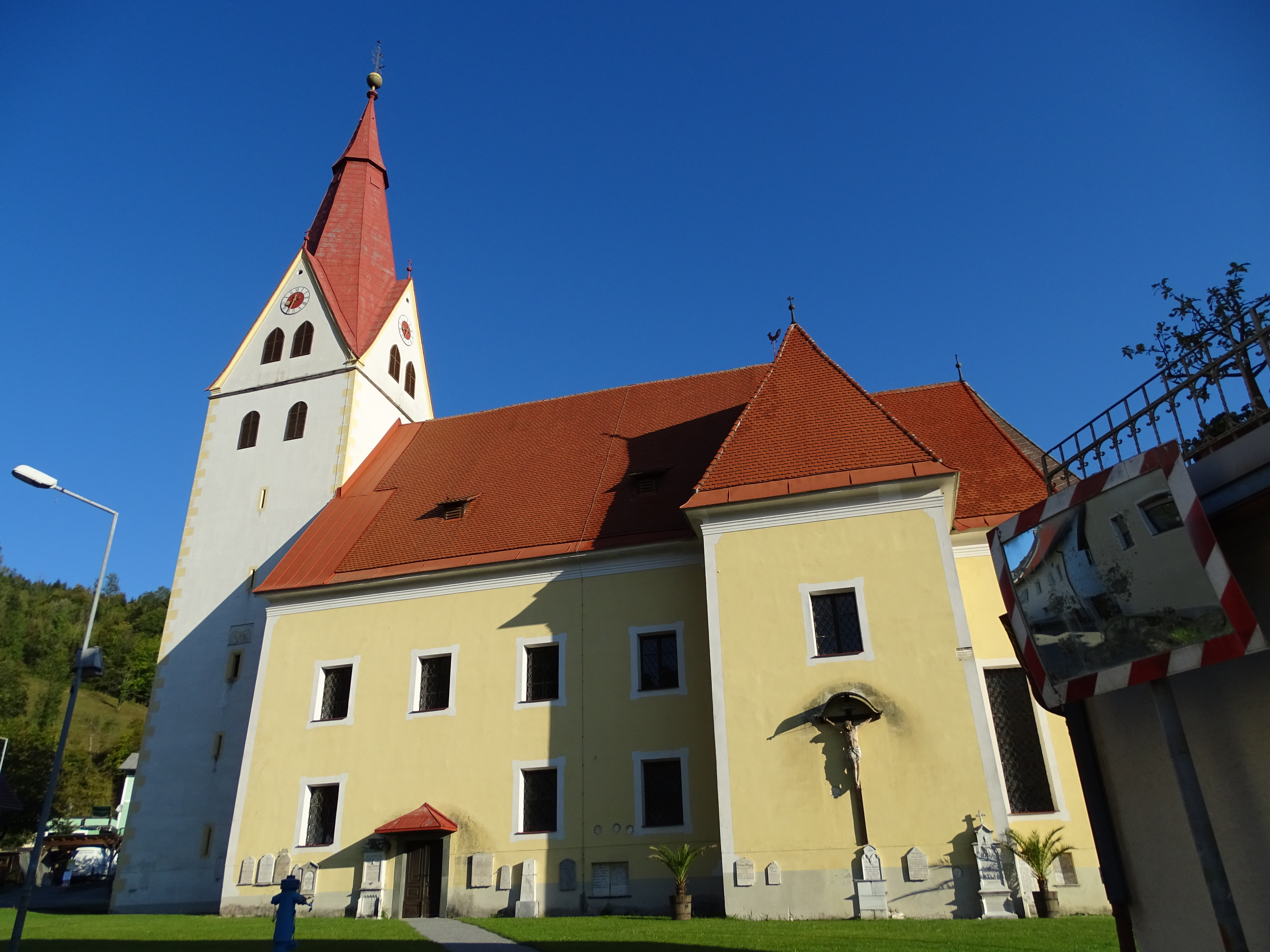
Pfarrkirche

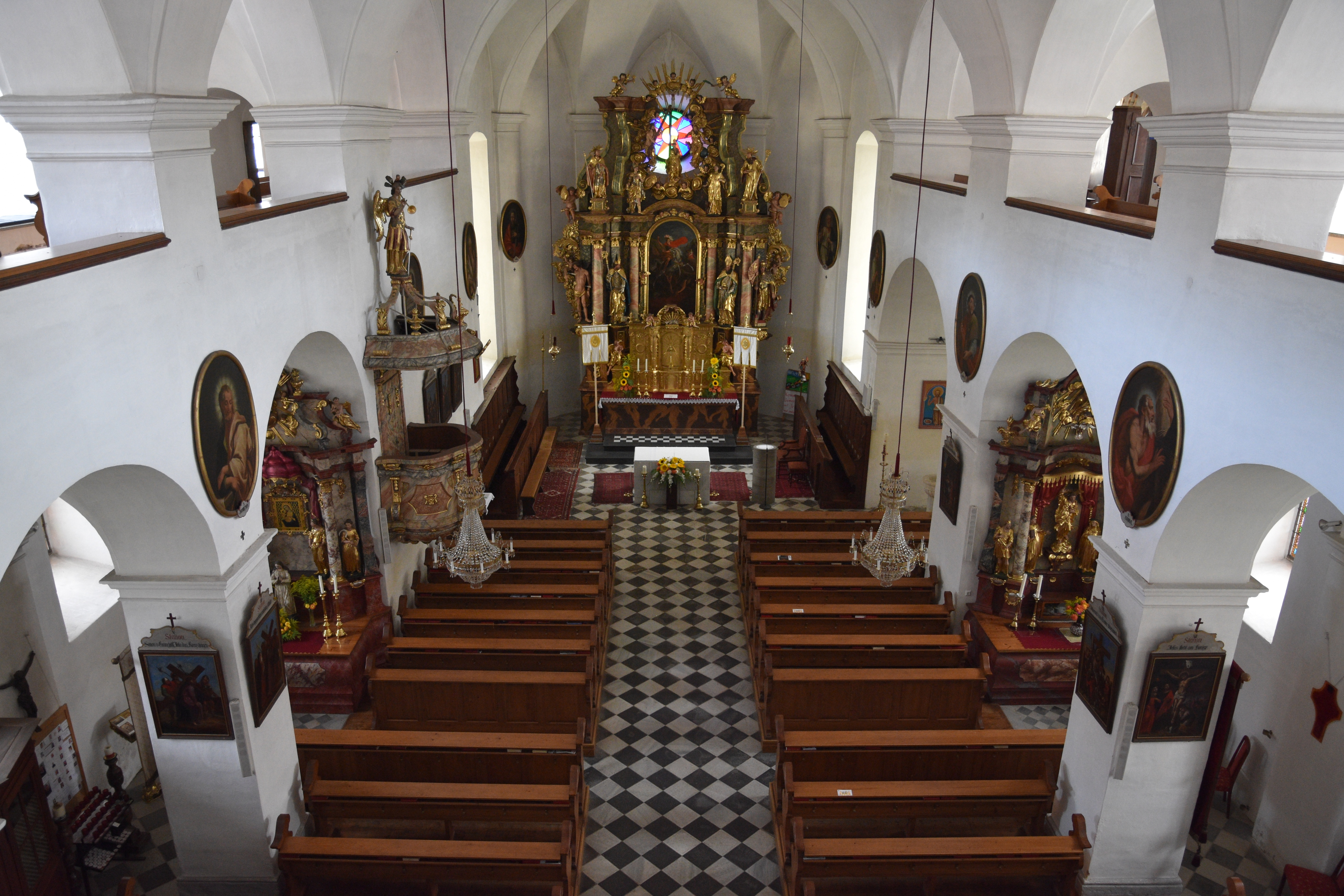
Der Innenraum der Pfarrkirche

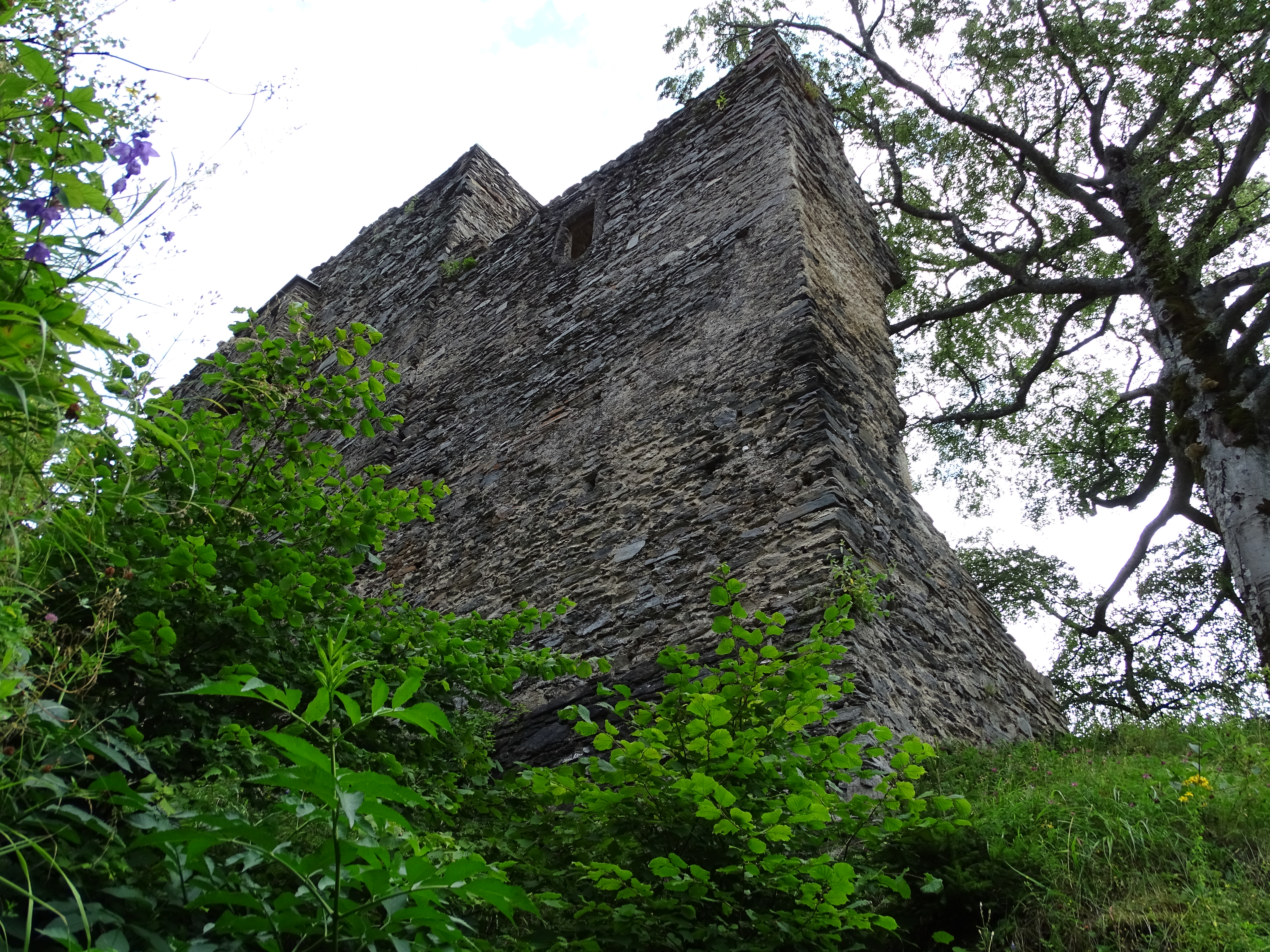
Bergfried der Burgruine Hauenstein

| Kainach bei Voitsberg: Einwohnerzahlen von 1869 bis 2024 | Kainach bei Voitsberg: Einwohnerzahlen von 1869 bis 2024 | Kainach bei Voitsberg: Einwohnerzahlen von 1869 bis 2024 | Kainach bei Voitsberg: Einwohnerzahlen von 1869 bis 2024 | Kainach bei Voitsberg: Einwohnerzahlen von 1869 bis 2024 |
| -------------------------------------------------------- | -------------------------------------------------------- | -------------------------------------------------------- | -------------------------------------------------------- | -------------------------------------------------------- |
| Jahr                                                     |                                                          |                                                          |                                                          | Einwohner                                                |
| 1869                                                     | 1869                                                     |                                                          | 2.662                                                    | 2.662                                                    |
| 1880                                                     | 1880                                                     |                                                          | 2.495                                                    | 2.495                                                    |
| 1890                                                     | 1890                                                     |                                                          | 2.639                                                    | 2.639                                                    |
| 1900                                                     | 1900                                                     |                                                          | 2.485                                                    | 2.485                                                    |
| 1910                                                     | 1910                                                     |                                                          | 2.256                                                    | 2.256                                                    |
| 1923                                                     | 1923                                                     |                                                          | 1.870                                                    | 1.870                                                    |
| 1934                                                     | 1934                                                     |                                                          | 2.045                                                    | 2.045                                                    |
| 1939                                                     | 1939                                                     |                                                          | 1.923                                                    | 1.923                                                    |
| 1951                                                     | 1951                                                     |                                                          | 1.989                                                    | 1.989                                                    |
| 1961                                                     | 1961                                                     |                                                          | 2.000                                                    | 2.000                                                    |
| 1971                                                     | 1971                                                     |                                                          | 1.973                                                    | 1.973                                                    |
| 1981                                                     | 1981                                                     |                                                          | 1.944                                                    | 1.944                                                    |
| 1991                                                     | 1991                                                     |                                                          | 1.885                                                    | 1.885                                                    |
| 2001                                                     | 2001                                                     |                                                          | 1.868                                                    | 1.868                                                    |
| 2011                                                     | 2011                                                     |                                                          | 1.694                                                    | 1.694                                                    |
| 2021                                                     | 2021                                                     |                                                          | 1.603                                                    | 1.603                                                    |
| 2024                                                     | 2024                                                     |                                                          | 1.555                                                    | 1.555                                                    |
| Quelle(n): Statistik Austria, Gebietsstand 1.1.2021      |                                                          |                                                          |                                                          |                                                          |

## Kultur und Sehenswürdigkeiten
- Pfarrkirche Kainach bei Voitsberg
- Burg Hauenstein
- Filialkirche St. Radegund am heiligen Wasser
- Storchenschlössel

## Wirtschaft und Infrastruktur

### Wirtschaftssektoren
Kainach bei Voitsberg ist eine landwirtschaftlich geprägte Gemeinde. Daneben wird in Kainach seit der Zeitenwende weißer Marmor abgebaut. 22 der 56 Erwerbstätigen des Produktionssektors sind im Bergbau beschäftigt (Stand 2011).
| Wirtschaftssektor            | Anzahl Betriebe | Anzahl Betriebe | Anzahl Betriebe | Erwerbstätige | Erwerbstätige | Erwerbstätige |
| Wirtschaftssektor            | 2021            | 2011            | 2001            | 2021          | 2011          | 2001          |
| ---------------------------- | --------------- | --------------- | --------------- | ------------- | ------------- | ------------- |
| Land- und Forstwirtschaft 1) | 76              | 134             | 131             | 86            | 91            | 70            |
| Produktion                   | 23              | 15              | 11              | 58            | 56            | 52            |
| Dienstleistung               | 51              | 45              | 36              | 87            | 88            | 65            |

1) Betriebe mit Fläche in den Jahren 2010 und 1999, Arbeitsstätten im Jahr 2021

### Berufspendler
Im Jahr 2011 lebten 842 Erwerbstätige in Kainach bei Voitsberg. Davon arbeiteten 182 in der Gemeinde, mehr als drei Viertel pendelten aus.

## Politik

### Gemeinderat
In den Gemeinderat werden 15 Mandatare gewählt:
| Partei | 2025             | 2025             | 2020             | 2020             | 2015  | 2015    | 2010             | 2010             |
| Partei | Prozent          | Mandate          | %                | Mandate          | %     | Mandate | %                | Mandate          |
| ------ | ---------------- | ---------------- | ---------------- | ---------------- | ----- | ------- | ---------------- | ---------------- |
| SPÖ    | 78,09            | 13               | 81,35            | 13               | 67,03 | 11      | 56,71            |                  |
| ÖVP    | 10,82            | 1                | 16,06            | 2                | 22,71 | 3       | 40,20            |                  |
| FPÖ    | 11,09            | 1                | 2,59             | 0                | 7,65  | 1       | 2,47             |                  |
| GRÜNE  | nicht kandidiert | nicht kandidiert | nicht kandidiert | nicht kandidiert | 2,60  | 0       | nicht kandidiert | nicht kandidiert |

### Bürgermeister
- bis 2024 Viktor Schriebl (SPÖ)
- seit 2024 Bernd Gratzer (SPÖ)[16]

### Wappen

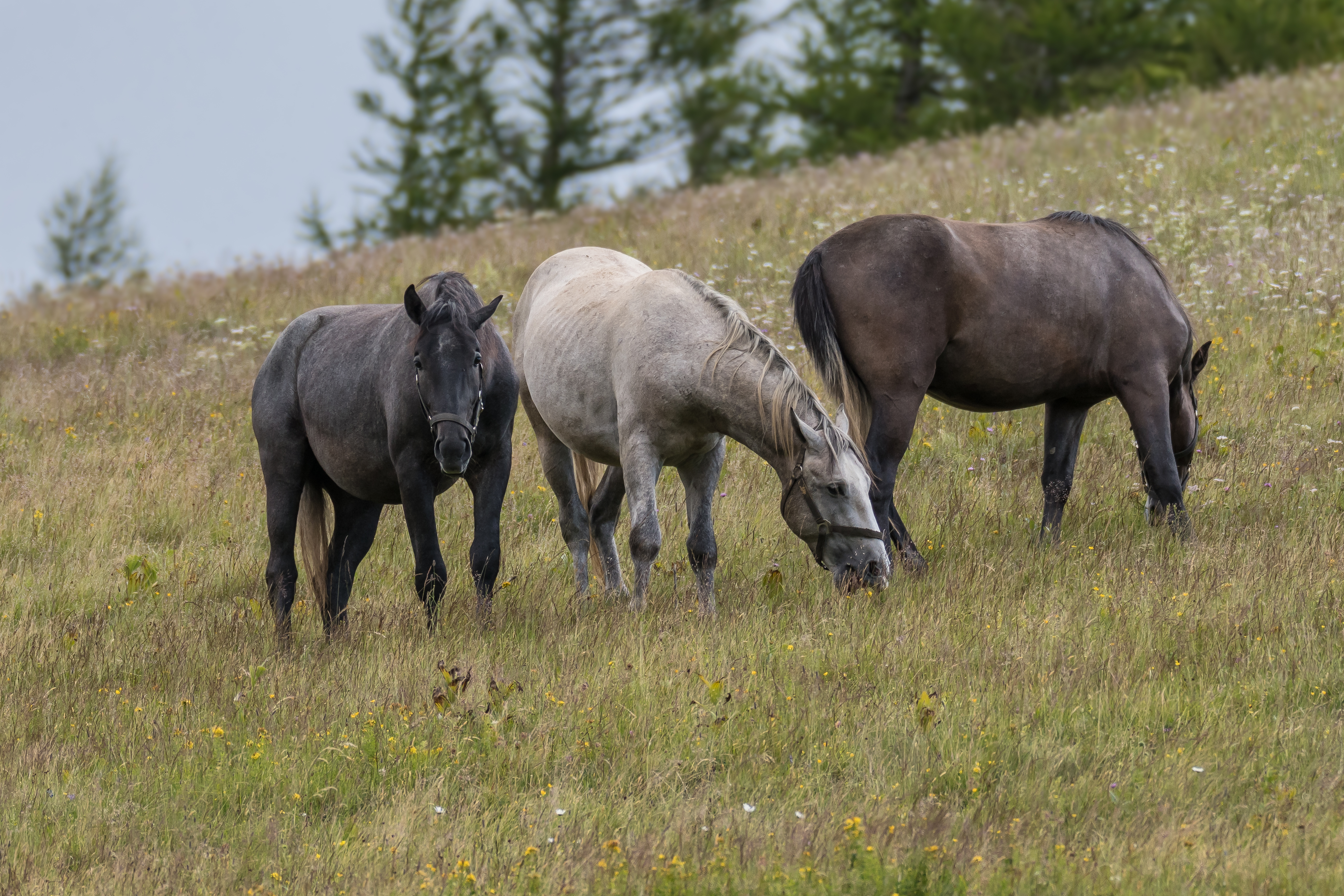
Lipizzanerweide Brendlalm

Wegen der Gemeindezusammenlegung verlor das Wappen mit 1. Jänner 2015 seine offizielle Gültigkeit.
Die Wiederverleihung erfolgte mit Wirkung vom 20. März 2016.

Die neue Blasonierung lautet:
„Im von einem schrägrechten silbernen, schwarz gefluteten Wellenbalken geteilten Schild oben in Rot silbern gekreuzt Schlägel und Eisen, unten in Grün eine silberne Kirche, deren rechtsgestellter spitzbehelmter Turm samt aufgestecktem Kreuz mit vier schwarz durchbrochenen hochrechteckigen Fenstern übereinander, das Langhaus mit je schwarz durchbrochener Pforte und vier rechteckigen Fenstern darüber.“

## Sonstiges
Die Sommerweide der Lipizzaner der Spanischen Hofreitschule in Wien befindet sich in Gallmannsegg auf der Brendlalm.
Im Gemeindegebiet gibt es zahlreiche Wanderwege, entlang der nordwestlichen Gemeindegrenze verlaufen der Nord-Süd-Weitwanderweg und der Zentralalpenweg.